# Глонти, Феликс Петрович
Фе́ликс (Фили́пп) Петро́вич Гло́нти (груз. ფელიქს ღლონტი; 8 ноября 1927, Батум, Аджарская АССР — 29 августа 2012, Тбилиси, Грузия) — грузинский советский композитор и педагог. Народный артист Грузинской ССР (1988).

## Биография
В 1950—1953 учился в Ленинградской консерватории у Xристофора Кушнарёва (композиция). В 1955 году окончил Тбилисскую консерваторию (профессор Иона Туския). С 1978 года сам преподаёт в своей альма-матер. Писал музыку к спектаклям и фильмам. Член КПСС с 1964 года.

## Сочинения
- опера «Иверийцы» (1970)
- опера «Клеопатра» (1976)
- балет «Рассвет» (1967, Тбилиси)
- героическая оратория «Галактион» (1980)
- 2 струнных квартета (1953—1985)
- 10 симфоний (1961—1984)
- симфоническая поэма «Судьба Грузии» (1957)
- концерт для виолончели с оркестром (1980)
- концерт для фортепиано с оркестром (1954)
- концерт для арфы с оркестром (1976)
- «Ода Руставели» для солиста, хора и оркестра (на стихи Важи-Пшавелы, 1966)[1]

## Награды
- Заслуженный деятель искусств Грузинской ССР (1979)
- Народный артист Грузинской ССР (1988)
- Государственная премия Грузии (1992)[3]
- Орден Чести (1999)[3]